# Noël de Berlaimont
Noël de Berlaimont (o de Berlaymont, Berlainmont, Barlaimont o Barlamont) (? - Anvers, 1531), fou un professor i autor de dos llibres de text.

## Vida
Tot i que poc se'n sap, de la vida de Noël de Berlaimont, consta que era professor de francès i membre de la Germandad de Sant Ambrosi, o Germandad dels Mestres, d'Anvers.
Estava casat amb Anna van den Beempde, amb qui va tenir, com a mínim, un fill, Jan, nascut cap al 1526, i que fou notari.

## Obra
De Berlaimont va escriure dos llibres, el primer, conegut per Vocabulare, aparegué el 1527, i del segon, Die conjugacien in Franchoys ende in Duytsch oft in Vlaems, se'n coneix, com a primera edició (tot i que poden podrien haver-n'hi d'altres d'anteriors), la de 1545, per part de l'impressor d'Anvers Hans de Laet van Stabroeck.
La primera edició que es conserva del Vocabulare és la de 1536, (impresa a Anvers per W.Wortsterman), que no se sap si es correspon totalment amb la primera edició perduda. L'obra responia a una necessitat pràctica, derivada de l'intens tràfic comercial dels Països Baixos de l'època. L'èxit que va tenir va fer que es reimprimís més de cent vegades fins a finals del segle xviii, afegint-hi successivament altres idiomes.
El Vocabulare contenia tres diàlegs, alguns models de cartes, un glossari, algunes regles de pronúncia del francès i algunes pregàries.
Del Vocabulare de Berlaimont se'n derivaren, doncs, una multitud de reedicions, amb ampliacions quant als idiomes inclosos, de tal forma que després de la seva mort aquestes reedicions van anar apareixent com a obres anònimes, sorgint tres línies o tradicions principals, en les que es poden classificar, d'acord amb Caroline Bourland aquestes obres:
- 1) Les quatre edicions quadrilingües publicades per l'impressor de Lovaina B. de Grave;
- 2) Una petita edició oblonga o apaïsada de vocabularis en quatre llengües, denominats Dictionario, Coloquios o Dialogos en Quatro Lenguas, essent-ne el primer exemple la impressió de 1569 per J. Bellere, d'Anvers;
- 3) Els Colloquia en sis, set o vuit llengües, també oblongs, el primer exemple dels quals són els Colloquia cum Dictionariolum sex linguarum publicat per H. Henyndricx, d'Anvers, el 1583.[9]

D'aquestes obres se'n feren edicions arreu d'Europa, ja fos a Londres, a Varsòvia o a Venècia, per exemple. Es considerava, fins fa uns anys, que no hi havia cap edició a la península Ibèrica de tals obres, fins que es determinà que n'hi ha una versió catalana.

## La versió catalana delsColloquia et Dictionariolum, provinents delVocabulare

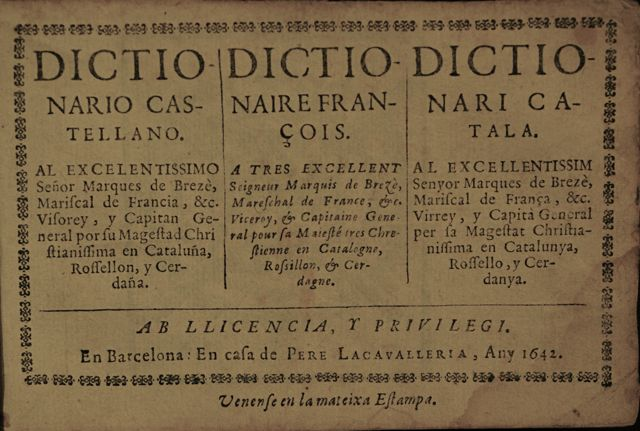
Portada del Diccionari de Pere Lacavalleria, versió catalana de l'obra de Noël de Berlaimont

Fins als anys 60 del segle XX no es va determinar que existia una edició ibèrica, en aquest cas catalana.
Aquesta obra és el Diccionari francès-castellà-català de Pere Lacavalleria, imprès a Barcelona el 1642, també en format oblong o apaïsat, en el que el referit impressor, partint d'algun exemplar de la tradició dels Colloquia et Dictionariolum en sis o vuit llengües, va copiar la part en francès i castellà i va afegir-hi la versió catalana.